# 洛林语
洛林语（法語： 或 ）是奥依语的一支，使用于法国洛林、阿尔萨斯的小部分地区和比利时的戈姆地区。
洛林语被归为法国的一种地区语言，在比利时具有瓦隆地区语言的公认地位，在那里的变体被称作“戈姆方言”（Gaumais）。洛林语受附近或同地区的洛林法兰克语、卢森堡语及西中部德语的影响。